# Argument ad nauseam
Un argument ad nauseam és un terme llatí usat per descriure un argument el qual ha estat continuat 'fins [el punt de] la nàusea'. Per exemple, la frase «aquest tema ha estat discutit ad nauseam» vol dir que el tema en qüestió ha estat debatut àmpliament i que els involucrats en el debat ja se n'han cansat.
Es tracta d'una fal·làcia extensament usada en la retòrica política i es poden trobar milers d'exemples, començant pels eslògans electorals. Així, també és una de les bases de la propaganda moderna. La majoria de publicitat es basa en la repetició d'una virtut, un eslògan o una propietat que, a força de sentir-la, acaba sent entesa com una veritat per a la societat. Per exemple, és el cas de la publicitat repetitiva de les suposades propietats dietètiques gairebé miraculoses d'alguns aliments fabricats per algunes marques conegudes (que si fan aprimar, depurar, purgar, regular el nivell de colesterol, etc.) 
Ja Lenin, un dels grans oradors de la història, va dir que si una cosa és presentada com a veraç suficients vegades, esdevé una veritat a ulls de la gran majoria. És a dir, la fal·làcia pot consistir a repetir una asseveració fins que aquesta siga considerada certa per alguna gent.